# Морозова, Валерия Ивановна
Валерия Ивановна Моро́зова (5 октября 1926, Лебедянь, Тамбовская губерния — апрель 2015, Москва) — советский скульптор, член Союза художников СССР (1960).

## Биография
Родилась в городе Лебедянь Тамбовской губернии (сейчас Липецкой области) в семье военнослужащего Ивана Андриановича Морозова и учительницы начальных классов Варвары Михайловны Морозовой (ур. Константиновой). Детство и юность Валерии Морозовой прошли в родном городе. В 1941 году семья партработника Морозова была эвакуирована в Узбекистан, где Морозовы прожили до 1942 года и вернулись в Лебедянь. После окончания средней школы № 1 В. И. Морозова переехала в Москву, где к тому времени проживали родители и старшая сестра (отца направили на должность директора ФЗУ при Первой ситценабивной фабрике в Москве). В Москве Валерия Морозова поступила в институт прикладного и декоративного искусства, где училась у народного художника СССР, вице-президента Академии художеств СССР и лауреата трёх Сталинских премий М. Г. Манизера. В 1952 году Морозова окончила институт.
Под руководством архитектора А. Н. Душкина В. И. Морозова делала декоративные вставки на фасаде жилого дома на проспекте Мира, оформляла постамент надгробия Академика металлургии А. А. Байкова. В начале 1950-х Морозова выполнила множество рельефов и была автором фигуры школьницы в скульптурной группе «Сталинская конституция» в центральном павильоне ВДНХ. В 1960 году за скульптуру В. И. Морозовой «Хлеб», экспонировавшейся на выставке «Советская Россия» в Манеже, Морозова была принята в Союз художников СССР. В 1970—1980 гг. Морозова создавала декоративные скульптуры для детских площадок в Москве, в городах Урала и Кубани, увлекалась керамикой.
Большинство малоформатных работ из своей мастерской В. И. Морозова подарила своему родному городу в 2000 году, и они бережно хранятся в Лебедянском краеведческом музее. В 2015 году коллекция музея пополнилась ещё 14 скульптурными малоформатными работами, переданными дочерью В. И. Морозовой И. В. Коростылевой.
Любимые темы скульптора — труд, материнство, детство, сказки.

## Работы находятся в собраниях
Краеведческий музей им. П. Н. Черменского (г. Лебедянь Липецкой области).

## Семья
- Бочков Василий Иванович (1924—2003) — муж, модельщик, скульптор.
- Коростылёва Ирина Васильевна — дочь, архитектор, сотрудник института «Моспроект-2», умерла 1 октября 2016 г.
- Коростылёв Михаил Дмитриевич — зять, детский врач.
- Морозова Евгения Ивановна — сестра, врач, 18.11.1923-03.10.2009.